# Artūrs Žagars
Artūrs Martins Žagars (Riga, Letonia; 21 de abril de 2000) es un baloncestista letón que pertenece a la plantilla del Fenerbahçe Beko turco. Con 1,90 metros de estatura, juega en la posición de base.

## Trayectoria deportiva

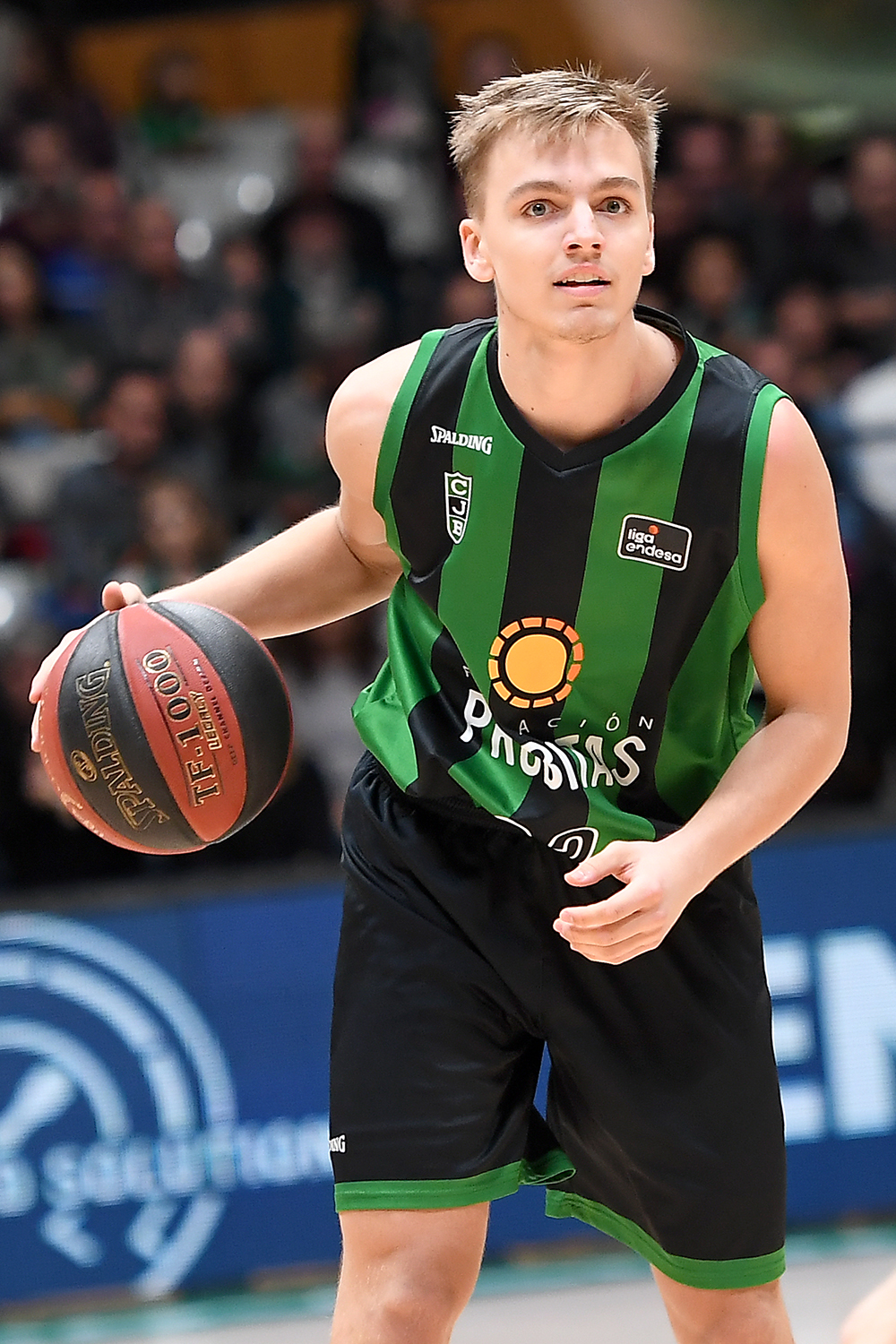
Žagars con CJ Badalona en 2019.

Se formó en las categorías inferiores del DSN Riga de su país.
En la temporada 2017-18, forma parte del equipo júnior con el que consiguió el Torneo de L'Hospitalet y el campeonato de España, también jugó con el filial de Liga EBA del Joventut, y además, disputa dos partidos en Liga Endesa.
En 2018, participa en el International Select del NBA Global Camp de Treviso. En julio de 2018, el jugador de la penya es cedido al Club Bàsquet Prat para disputar la Liga LEB Oro, a las órdenes de Dani Miret, que lo conoce de su etapa la temporada anterior en la cantera de Joventut.
Durante la temporada 2020-21,  Zagars promedia 1.8 puntos, 0.4 rebotes y 0.8 asistencias en 12 partidos, jugando casi cinco minutos por encuentro.
El 17 de febrero de 2021, se marcha cedido al BC Kalev/Cramo de la VTB United League.
El 12 de enero de 2022, firma por el Basketball Löwen Braunschweig de la Basketball Bundesliga, cedido por el Club Joventut Badalona hasta el final de la temporada.
El 20 de julio de 2022, firma por el BC Nevėžis de la Lietuvos Krepšinio Lyga.
Después de un muy buen desempeño en el Mundial de 2023, Žagars fichó por el Fenerbahçe Beko de Turquía por tres años, aunque se acordó que su primera temporada sería en calidad de cedido jugando para el BC Wolves lituano. Nada más comenzar la temporada, sufrió una rotura en el ligamento cruzado anterior que le dejará alejado de las pistas nueve meses.

### Selección nacional
Fue integrante de las selecciones júnior de Letonia. En 2015 disputó el Europeo Sub-16, en Kaunas (Lituania) y al año siguiente en Radom (Polonia). En 2018 disputó el EuroBasket Sub-18 de Letonia, donde obtuvo la plata.
Debutó con la selección absoluta en 2021 en los clasificatorios para el EuroBasket del año siguiente.
Durante agosto y septiembre de 2023 fue integrante de la selección de Letonia que participó en el Mundial de 2023 celebrado en Asia, y que finalizó en quinto lugar. En el partido por el quinto y sexto puesto que enfrentaba a la selección de Letonia contra Lituania, repartió 17 asistencias, récord en la historia de los mundiales.